# Горњи град (Земун)
Горњи град је градско насеље у Београду, Србија, лоцирано у општини Земун.

## Локација
Горњи град се налази у северном делу Земуна, простируђи се дуж десне обале Дунава. Грубо је омеђен Угриновачком и Банатском улицом, док су друге улице, Цара Душана и Прегревица такође важне. Горњи град је издужено насеље и једно је од највећих у Земуну. Граничи се са насељима Гардош на истоку, Ћуковац и Мухар на југоистоку, насељем Сава Ковачевић на југу, Сутјеска на југозападу, док се на западу протеже у правцу Нове Галенике и индустријске зоне Говеђи брод.

## Карактеристике
Име насеља је изведено из географског положаја, изнад брда Гардош и насупрот насеља Доњи град у подножју брда. По попису из 2002. године, у насељу је живело 15,819 становника. У насељу се налази неколико важних објеката, три стадиона која припадају фудбалским клубовима Телеоптик, Земун и Милутинац, фабрика сатова Инса, као и фабрика прецизне механизације Телеоптик. У насељу се налази и велики број школа, међу којима су Висока здравствена школа, Криминалистичко-полицијска академија, Географски факултет, Саобраћајно-техничка школа, Институт за физику, студентски дом Здравко Мариновић, као и пар основних школа. У насељу се још налази и школа јахања, као и дом за слепе и слабовиде. Насеље је јако добро повезано градским превозом, и кроз њега саобраћа аутобус на линији 17 Коњарник — Земун (Горњи град). На самој граници насеља на западу, изграђен је Пупинов мост, други београдски мост преко Дунава, који повезује Земун и Борчу.

## Галерија
- Горњи града са Пупиновим мостом
- Поглед на Горњи град са Гардоша
- Градски стадион Земун
- Школа Вељко Рамадановић

- Насеље Земунске капије